# St Nicholas Cole Abbey

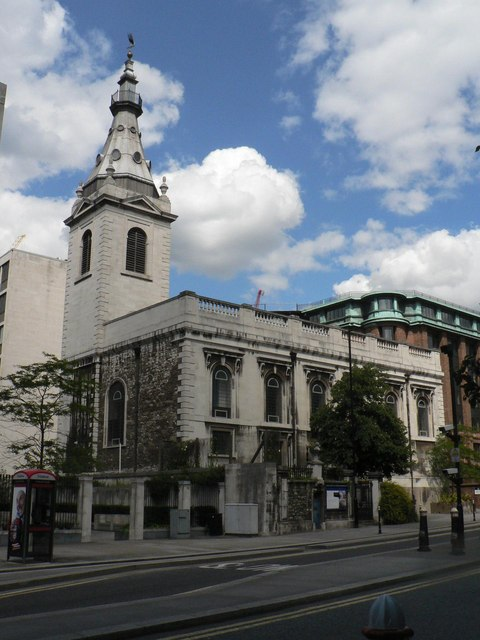
St Nicholas Cole Abbey

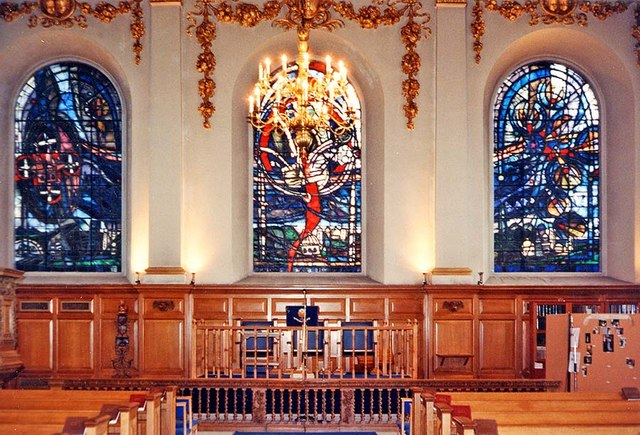
Innenraum

St Nicholas Cole Abbey ist eine anglikanische Kirche im Londoner Innenstadtbezirk City of London. 

## Geschichte
Die dem hl. Nikolaus von Myra geweihte Kirche reicht mit ihren Anfängen in das 12. Jahrhundert zurück, ihr Namenszusatz „Cole Abbey“ verweist nicht auf eine monastische Institution, sondern leitet sich von „coldharbour“ als einer mittelalterlichen Herberge ab. Die Kirche wurde 1666 im Großen Brand von London zerstört, aber 1672 bis 1678 als erste der sogenannten Wren-Kirchen wiederaufgebaut. Der Durchbruch der heutigen Queen Victoria Street 1874 machte die Umgestaltung der Südseite zur Eingangsfassade notwendig. Nach abermaliger Zerstörung im Zweiten Weltkrieg wurde die Kirche 1961–62 durch den Architekten Arthur Bailey rekonstruiert und zugleich der obere Teil des Nordwestturms aufgebaut. In den Jahren 1982 bis 2003 diente die Kirche der reformierten Free Church of Scotland.

## Architektur
Das von Christopher Wren errichtete, in seinem Innern flachgedeckte Kirchengebäude stellt ein schlichtes kastenförmiges Bauwerk mit Eckquaderung in Portlandstein dar. Die reicher ausgestattete Südfassade des späten 19. Jahrhunderts wird von rundbogigen Fenstern mit Gesimsabschlüssen und durch eine Balustrade abgeschlossen. Den eingezogenen Nordwestturm bekrönt eine geschweifte Haube, die seit dem Wiederaufbau 1962 als Wetterfahne ein Schiffsmodell von der bereits 1876 abgebrochenen Kirche St Michael Queenhithe trägt.